# Rilly-la-Montagne
Rilly-la-Montagne è un comune francese di 1 063 abitanti situato nel dipartimento della Marna nella regione del Grand Est.

## Società

### Evoluzione demografica
Abitanti censiti